# Rita Hayworth
Rita Hayworth -el seu veritable nom era Margarita Carmen Cansino- (Nova York, 17 d'octubre del 1918 – Nova York, 14 de maig del 1987), va ser una famosa estrella del cinema estatunidenc, anomenada, durant la dècada del 1940, The Love Goddess. Alguns dels seus films són You'll Never Get Rich (1941) i Gilda (1946). Es va casar cinc cops. Després del 1960, va sofrir la malaltia d'Alzheimer, que no li va ser diagnosticada fins al 1980.

## Nissaga de ballarins
Filla del ballarí Eduardo Cansino, natural de Castilleja de la Cuesta (Sevilla), i de Volga Hayworth, una anglesa també consagrada a l'art de l'espectacle, trepitjà molt jove els escenaris formant parella amb el seu pare en diversos llocs de la frontera mexicana. A 16 anys, signà un contracte per un any amb la Fox i feu la primera aparició davant les càmeres en Under de Pampas Moon, 1935, encara sota el nom artístic de Rita Cansino.
Dos anys després, en els crèdits de Criminals of the Air (1937), apareixia ja amb el cognom matern, amb el qual pretenia fugir dels papers exòtics o hispànics que normalment li atribuïen. Un primer pas per a accedir a la seva nova imatge fou Only Angels Have Wings (1939), sota les ordres de Howard Hawks; però l'empenta definitiva no es produí fins que la Warner la contractà el 1941 oferint-li compartir la capçalera del repartiment de Blood and Sand, amb Tyrone Power i Linda Darnell.
Casada des del 1937 amb el magnat Eduard Judson i amb un bagatge professional de més de 30 pel·lícules, mai no abandonà els seus dots per a la dansa, com ho demostren títols com ara You’ll Never Get Rich (1941) o Ballant neix l'amor (You Were Never Lovelier) (1942), ambdues amb Fred Astaire, i Les models (1944), amb Gene Kelly com a parella.

## Explotà amb Gilda
Tanmateix, el punt àlgid de llur carrera fou Gilda (1946), consagració d'un mite eròtic caracteritzat per un guant seductor i una sonora bufetada clavada per Glenn Ford.
Un any després, quan el seu matrimoni amb Orson Welles – amb qui es va casar el 1943- va donar com a fruit una filla que es deia Rebeca, es trobava en el llindar del fracàs. Welles modelà la imatge de l'estrella al seu gust de geni i la convertí en protagonista de The Lady from Shanghai (1947). El 1949, després de protagonitzar una nova versió de Carmen. The loves of Carmen (1948), es casà amb el multimilionari Aga Khan –de qui va tenir una altra filla, Iasmina, amb la qual va viure fins que va morir-, però es divorciaren el 1953.

## Eclipsi artístic
Tornaria a casar-se en altres dues ocasions –amb l'actor i cantant Dick Haymes entre 1953 i 1955 i amb el productor James Hill entre 1958 i 1961, a més d'una extensa relació sentimental amb actor Gary Merril-, però la seva carrera cinematogràfica s'eclipsà progressivament.
La seva última aparició davant les càmeres es produí en The Wrath of God (1972), ja que els efectes de la implacable malaltia d'Alzheimer deterioraren llurs facultats psíquiques fins al punt que pocs dies abans de morir fou incapaç de reconèixer la seva pròpia filla.

## Filmografia

### Com a Rita Cansino
- Cruz Diablo, The Devil's Cross (1934)
- In Caliente (1935) (imatges esborrades)
- Under the Pampas Moon (1935)
- Charlie Chan in Egypt (1935)
- Dante's Inferno (1935)
- Piernas de seda, Legs of Silk (1935)
- Paddy O'Day (1935)
- Professional Soldier (no hi surt als crèdits, 1935)
- Human Cargo (1936)
- Dancing Pirate (1936)
- Meet Nero Wolfe (1936)
- Rebellion (1936)
- Old Louisiana (1937)
- Hit the Saddle (1937)
- Trouble in Texas (1937)

### Com Rita Hayworth
- Criminals of the Air (1937)
- Girls Can Play (1937)
- The Game That Kills (1937)
- Life Begins with Love (1937)
- Paid to Dance (1937)
- The Shadow (1937)
- Who Killed Gail Preston? (1938)
- Special Inspector (1938)
- There's Always a Woman (1938)
- Convicted (1938)
- Juvenile Court (1938)
- El rànger renegat (The Renegade Ranger) (1938)
- Homicide Bureau (1939)
- The Lone Wolf Spy Hunt (1939)
- Només els àngels tenen ales (Only Angels Have Wings) (1939)
- Music in My Heart (1940)
- Blondie on a Budget (1940)
- Screen Snapshots Series 19, No. 6 (Curt, 1940)
- Susan and God (1940)
- The Lady in Question (1940)
- Àngels damunt Broadway (Angels Over Broadway) (1940)
- La rossa explosiva (The Strawberry Blonde) (1941)
- Affectionately Yours (1941)
- Blood and Sand (1941)
- You'll Never Get Rich (1941)
- My Gal Sal (1942)
- Tales of Manhattan (1942)
- Ballant neix l'amor (You Were Never Lovelier) (1942)
- Show Business at War (1943) (Curt)
- Les models (1944)
- Aquesta nit i sempre (Tonight and Every Night) (1945)
- Gilda (1946)
- La deessa de la dansa (Down to Earth) (1947)
- La dama de Xangai (The Lady from Shanghai) (1948)
- Els amors de Carmen (The Loves of Carmen) (1948)
- Champagne Safari (1952)
- La dama de Trinidad (Affair in Trinidad) (1952)
- Salomé (Salome) (1953)
- La bella del Pacífic (Miss Sadie Thompson) (1953)
- Screen Snapshots: Hollywood Grows Up (Curt, 1954)
- Foc amagat (Fire Down Below) (1957)
- Pal Joey (1957)
- Taules separades (Separate Tables) (1958)
- Van arribar a Cordura (They Came to Cordura) (1959)
- The Story on Page One (1959)
- L'últim xantatge (The Happy Thieves) (1962)
- Lykke og krone (1962)
- El fabulós món del circ (Circus World) (1964)
- The Money Trap (1965)
- The Poppy Is Also a Flower (1966)
- L'aventurer (L'avventuriero) (1967)
- I Bastardi (1968)
- La ruta de Salina (Road to Salina) (1970)
- The Naked Zoo (1971)
- The Wrath of God (1972)